# Акубов Гліб Самсонович
Аку́бов Гліб Самсо́нович (*23 вересня 1928 року, село Вавож) — організатор промислового виробництва.
Закінчив Московський гірничий інститут в 1951 році, направлений в місто Сталінськ Кемеровської області, де працював механіком гірничого цеху в 1951-1954 роках. В 1954-1956 роках працював в Монголії головним механіком будівництва шахти Налайха. В 1956-1957 роках — головний механік треста «Томусашахтобуд». З 1957 року працював на Іжевському мотозаводі: головним механіком (1957—1961), заступником директора з будівництва (1961—1966). В 1966—1986 роках — директор заводу «Іжтяжбуммаш», в 1986—1989 роках — генеральний директор ВО «Буммаш». Під керівництвом Акубова в Іжевську вступив в дію завод з виробництва важких папероробних машин.
За створення та промислове впровадження унікального обладнання Акубов був нагороджений Державною премією СРСР в 1980 році, за створення та виготовлення папероробних машин — золотою та 4 срібними медалями ВДНГ СРСР. Нагороджений також орденом Леніна (1986), 2 орденами Трудового Червоного прапора (1974, 1980), орденом «Знак пошани» (1971), декількома медалями.